# Moyobamba
Moyobamba ist eine Stadt im Norden Perus in den östlichen Ausläufern der Anden. Sie hatte beim Zensus 2017 50.073 Einwohner. Sie liegt im Distrikt Moyobamba der Provinz Moyobamba, deren Hauptstadt sie ist. Ferner ist sie Verwaltungssitz der Region San Martín.

## Geschichte
Moyobamba wurde am 25. Juli 1540 von dem Spanier Don Juan Pérez de Guevara unter dem Namen „Santiago de los Ocho Valles de Moyobamba“ gegründet und gilt somit als älteste Stadt der peruanischen Amazonasregion. Doch auch schon vor dieser Stadtgründung haben an der gleichen Stelle indigene Ortschaften existiert. 1897 wurde Moyobamba Hauptstadt des Departamento Loreto, bis 1906 das Departamento San Martín gegründet wurde, dessen Hauptstadt Moyobamba bis heute ist.
Moyobamba war von 1812 bis 1843 der Sitz des Bistums Maynas. Seit 1948 ist Moyobamba der Sitz der Territorialprälatur Moyobamba.

## Geographie
Die Stadt liegt 860 Meter über dem Meeresspiegel und hat ein subtropisches Klima. Die Temperaturen schwanken zwischen 18 und 28 °C bei einer Jahresdurchschnittstemperatur von 24 °C. Die Regenzeit ist von Dezember bis März. In dieser Zeit sind die Straßen um Moyobamba oft kaum befahrbar.
Am 26. September 2005 ereignete sich ein Erdbeben der Stärke 7 bis 7,5 auf der Richterskala 90 Kilometer nördlich von Moyobamba. Die Stadt wurde schwer beschädigt, mehrere Menschen kamen ums Leben.

## Wirtschaft und Verkehr
Moyobamba ist ein wichtiger Verkehrsknotenpunkt, da die Stadt an der 2677 km langen Nationalstraße 5 (Ruta nacional PE-5) liegt, besser bekannt als Longitudinal de la Selva, früher auch Carretera Marginal de la Selva genannt. Sie führt einerseits, im südöstlichen Verlauf, über Tarapoto nach Yurimaguas ins Amazonasbecken und ist andererseits, im nordwestlichen Verlauf, an die Nationalstraßen 1 und 3 angeschlossen. So war sie bis in die 1990er Jahre eine der wenigen Straßen, die über die Anden führten und das peruanische Tiefland mit der Pazifikküste verbanden. Moyobamba versteht sich deshalb als „Tor zum Amazonasraum“. Diese Fernstraße bewirkte und bewirkt weiterhin ein starkes Bevölkerungs- und Wirtschaftswachstum der Stadt.

## Söhne und Töchter der Stadt
- Los Mirlos, berühmte Cumbia-Musikgruppe

## Galerie

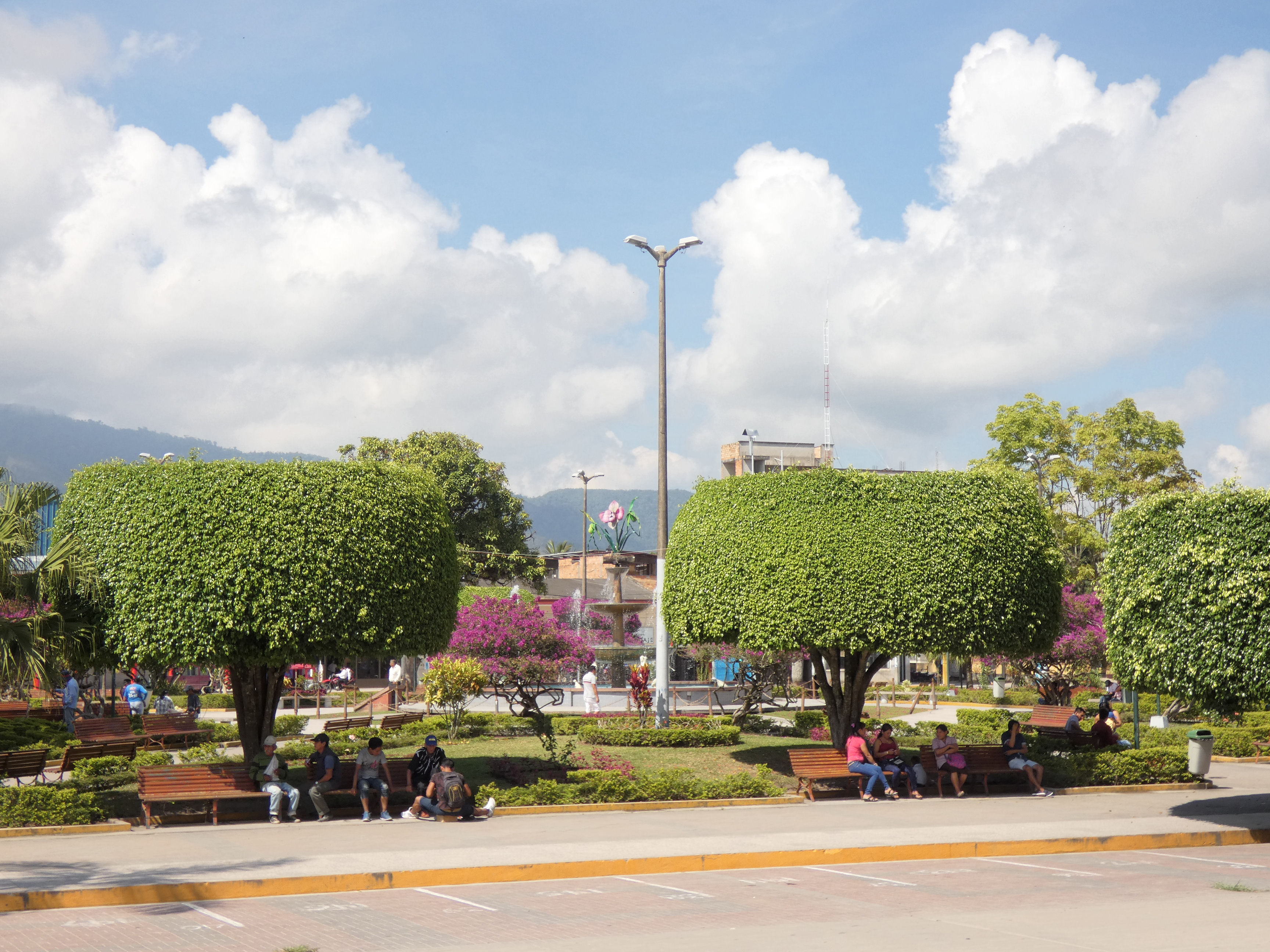
Plaza de Armas
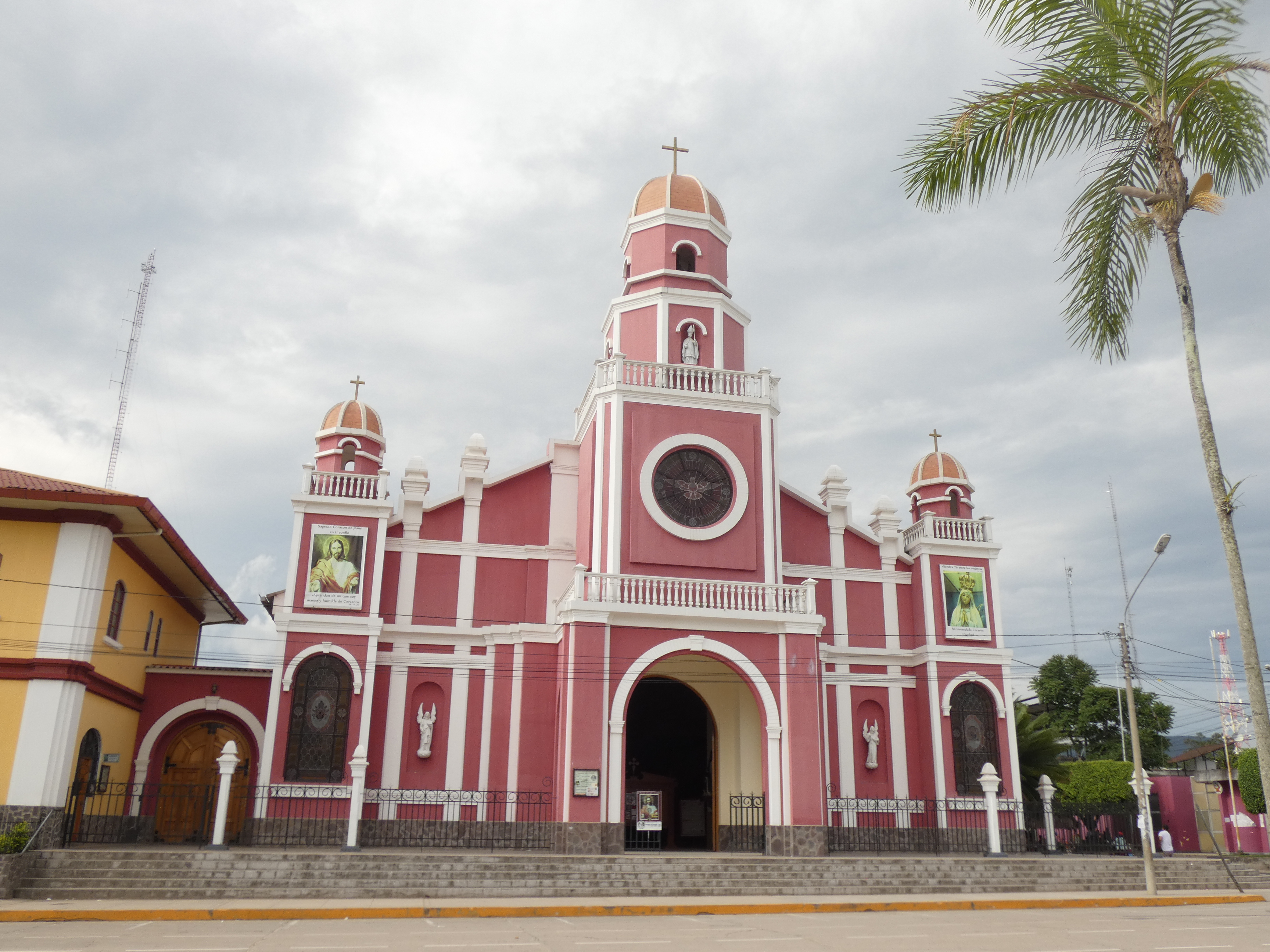
Kathedrale
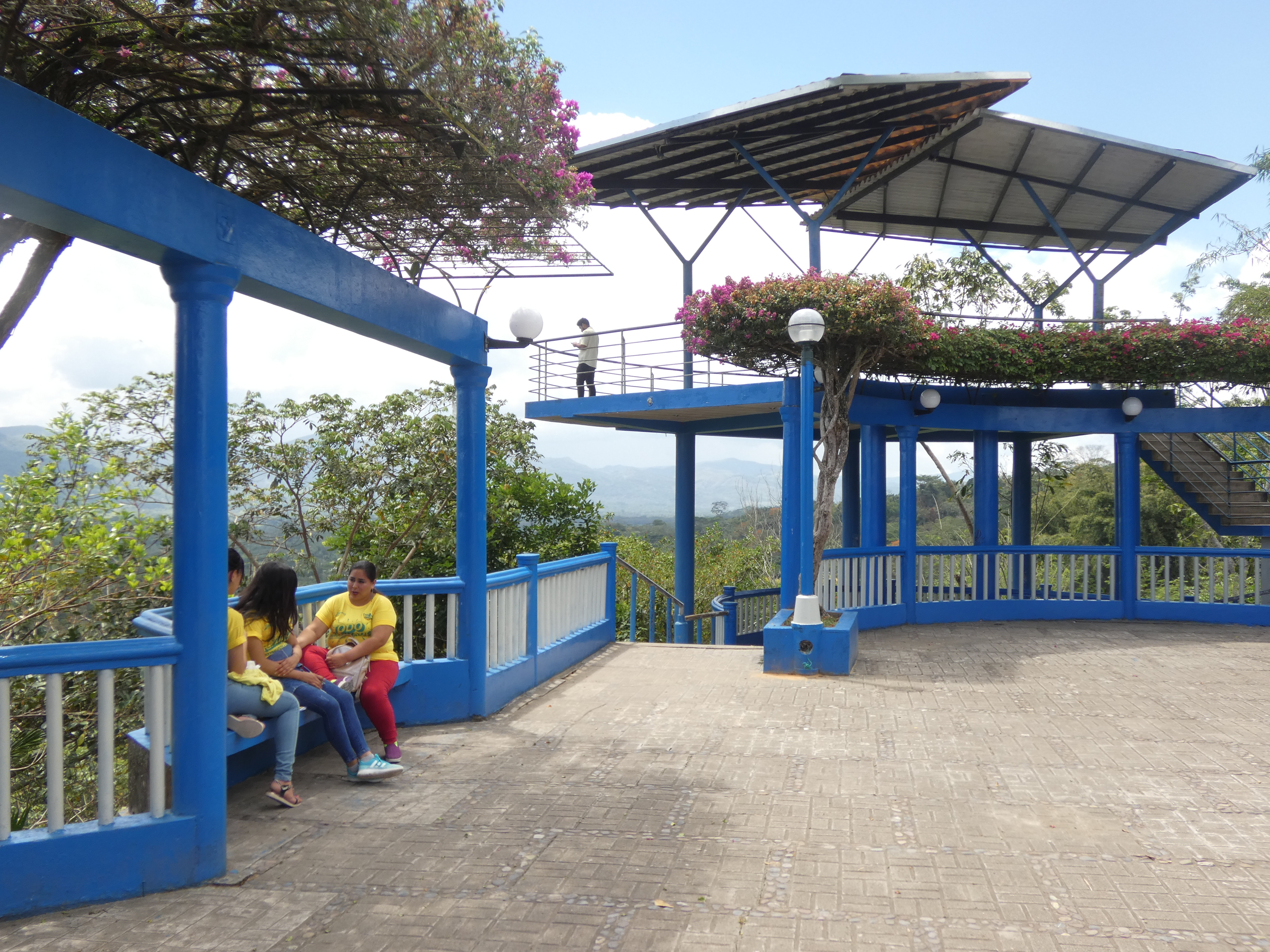
Am Aussichtspunkt Punta Tahuishco
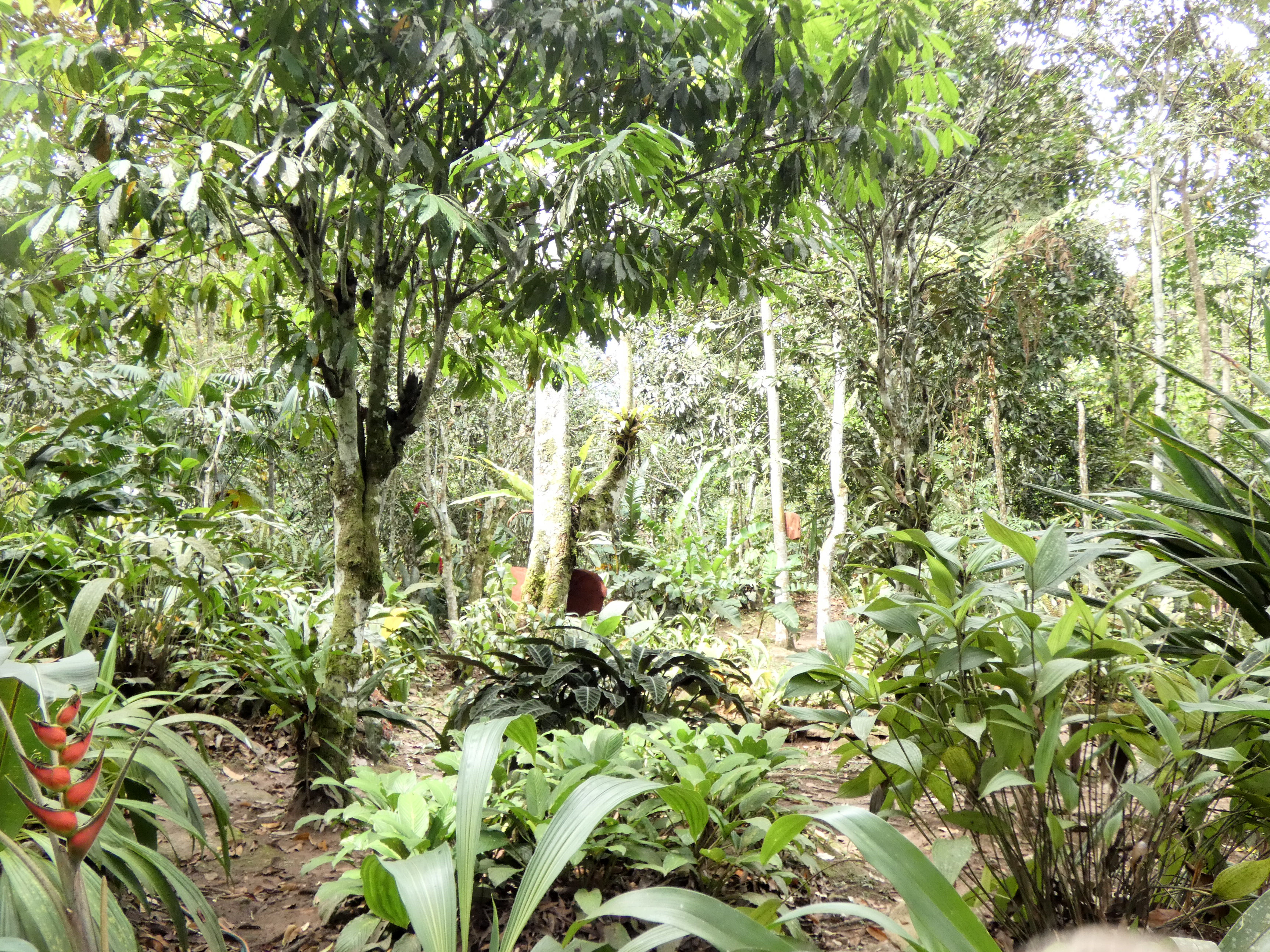
Orchideen-Garten Waqanki
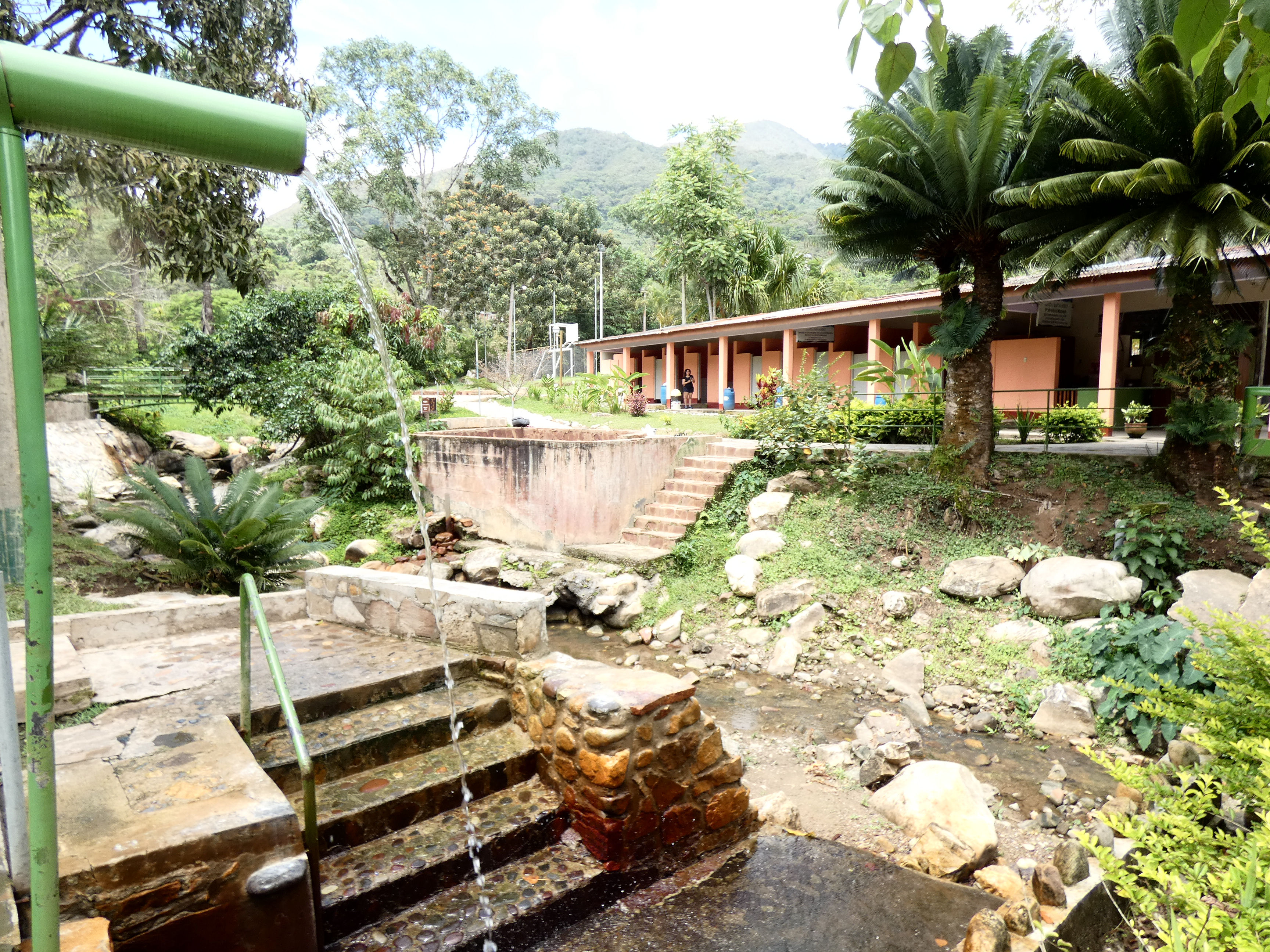
Thermalbad San Mateo